# Lypha corax
Lypha corax là một loài ruồi trong họ Tachinidae.